# Nikanassin Range
Nikanassin Range är ett berg i Kanada.   Det ligger i provinsen Alberta, i den centrala delen av landet, 3 100 km väster om huvudstaden Ottawa. Toppen på Nikanassin Range är 1 925 meter över havet.
Terrängen runt Nikanassin Range är kuperad åt nordost, men åt sydväst är den bergig. Trakten runt Nikanassin Range är nära nog obefolkad, med mindre än två invånare per kvadratkilometer.. Det finns inga samhällen i närheten.
I omgivningarna runt Nikanassin Range växer i huvudsak barrskog.